# 34030 Tabuchi
34030 Tabuchi este o planetă minoră (asteroid) din centura de asteroizi. A fost descoperită pe 23 iulie 2000 la Experimental Test Site⁠(d) de Lincoln Near-Earth Asteroid Research. 
Obiectul prezintă o orbită caracterizată de o semiaxă mare de 2,5415701 UAi, o excentricitate de 0,13, o înclinație de 5,51252 ° în raport cu ecliptica.